# Zhongguancun

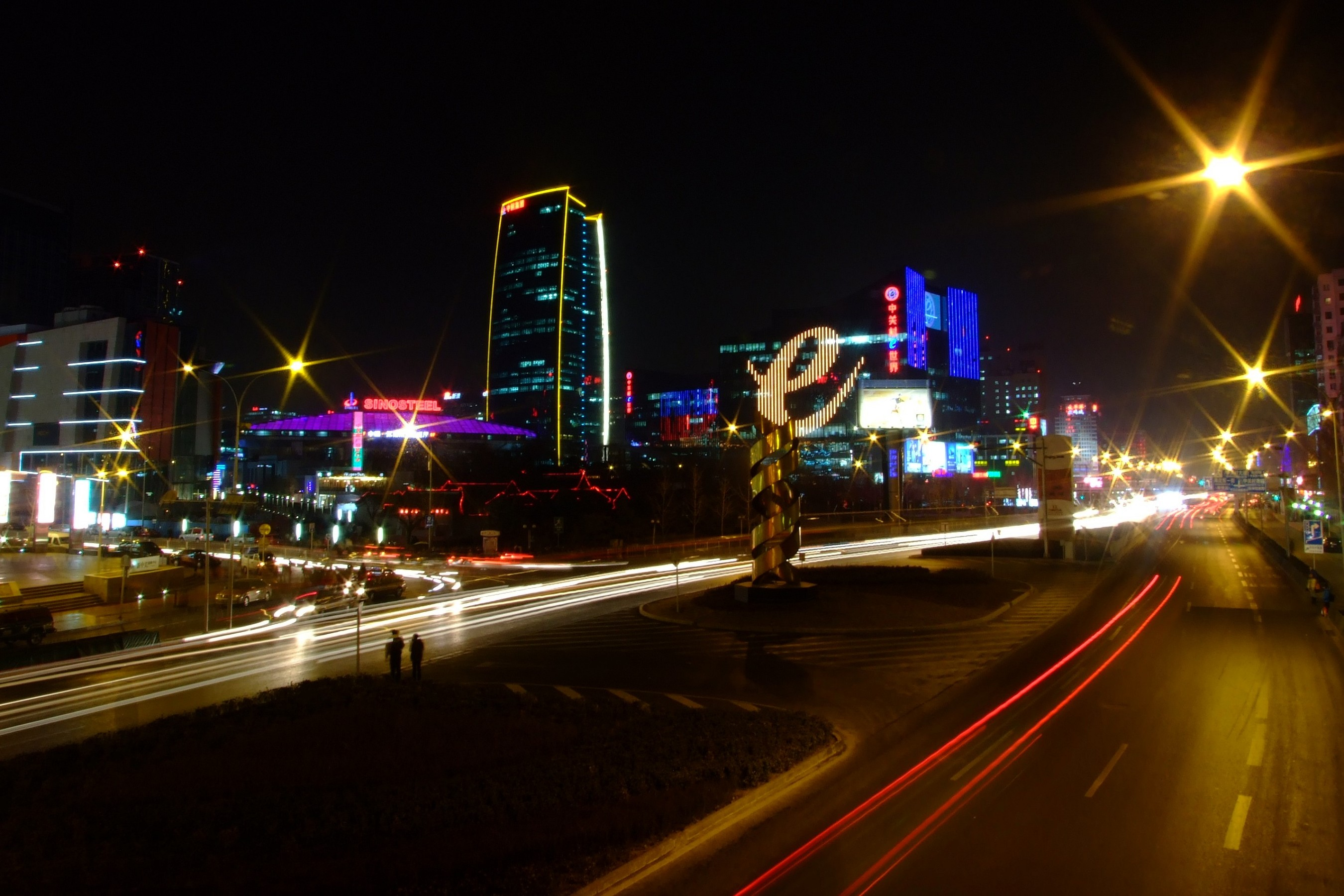
Zhongguancun

Zhongguancun (中关村 ; pinyin : Zhōngguāncūn, ou Zhong Guan Cun, est un cluster, une technopole du district de Haidian (Pékin ou Beijing). Elle est connue comme la silicon Valley chinoise.
Zhongguancun est en réalité composée de 5 zones (ou technopôles) au nord du centre ville de Pékin : Haidian, Changping, Fengtai, Yizhuang et la cité Electronique, entre le nord-ouest du 3e périphérique et le sud du 4e périphérique.

## Histoire
Zhongguancun, apparaît dès les années 50, mais son aventure technopolitaine démarre officiellement le 30 octobre 1980 lorsque le chercheur de l'Académie des sciences de Chine, Chen Chunxian fonde le premier « Centre de services pour le développement des techniques modernes ». Quelques années plus tard, après avoir été qualifiée de "rue de l'électronique", Zhongguancun devient un véritable hub où se concentrent les activités de recherches et de productions high-tech.

## Enseignement, formation, recherche
La technopôle regroupe 41 instituts de recherches de l'Académie des sciences de Chine (ASC), ainsi qu'une dizaine d'universités chinoises dont les universités de Pékin, de Qinghua, Polytechnique de Beijing, Aéronautique de Beijing (récemment liée au Groupe des Écoles Centrales françaises), et des Postes et Télécoms. Il y a parallèlement plus de 210 instituts de recherches divers recensés sur le pôle.
Chaque année, plus de 100 000 diplômés sortent de ces centres de formation.

## Parcs scientifiques
Dans le cadre du développement technologique chinois, Zhongguancun accueille en juin 1999 le premier « quartier d'exploitation industrielle de hautes et nouvelles technologies » Aujourd'hui, le pôle regroupe le Zhongguancun Science Park (ZSP), le Beijing Zhongguancun Life Science Park, membres de l'International Association of Science Parks (IASP).
En 2002, plus de 8 000 entreprises (4 000 en 1999) dédiées aux nouvelles technologies (NTIC) sont implantées dans les différents parcs technologiques de Zhongguancun. Aujourd'hui, on en compte pas moins de 19 000. L'article indique d'ailleurs que l'estimation du chiffre d'affaires de ces entreprises, pour 2005, serait de « 480 milliards de Yuans, soit environ 1/7 du CA de l'ensemble des parcs scientifiques chinois la même année ». En 2009, Zhongguancun a dépassé la Silicon Valley en nombre d’introductions high-tech en bourse. Cette dynamique devrait se poursuivre dans les prochaines années.
43 entreprises parmi les 500 premières entreprises mondiales ont établi leur siège régional ou un centre de recherche et de développement à Zhongguancun. On dénombre 41 centres de R&D de multinationales dont Google, Hewlett-Packard, IBM, Nokia, Nortel, Oracle Corporation, Sony Corporation, Toshiba, Samsung, Sun Microsystems, Intel Corporation, Lucky-Goldstar, Lucent Technologies, Apple, Microsoft, Siemens AG, Motorola.
Tata Consultancy Services, filiale du groupe indien Tata, a ainsi créé une coentreprise sur place avec trois entreprises d'État : Beijing Zhongguancun Software Park Development, Tianjin Huayuan Software Area Construction and Development et Uniware, auquel devrait se joindre Microsoft, en tant qu'investisseur, dans le cadre des échanges entre la Chine et l'Inde.

## Centres commerciaux

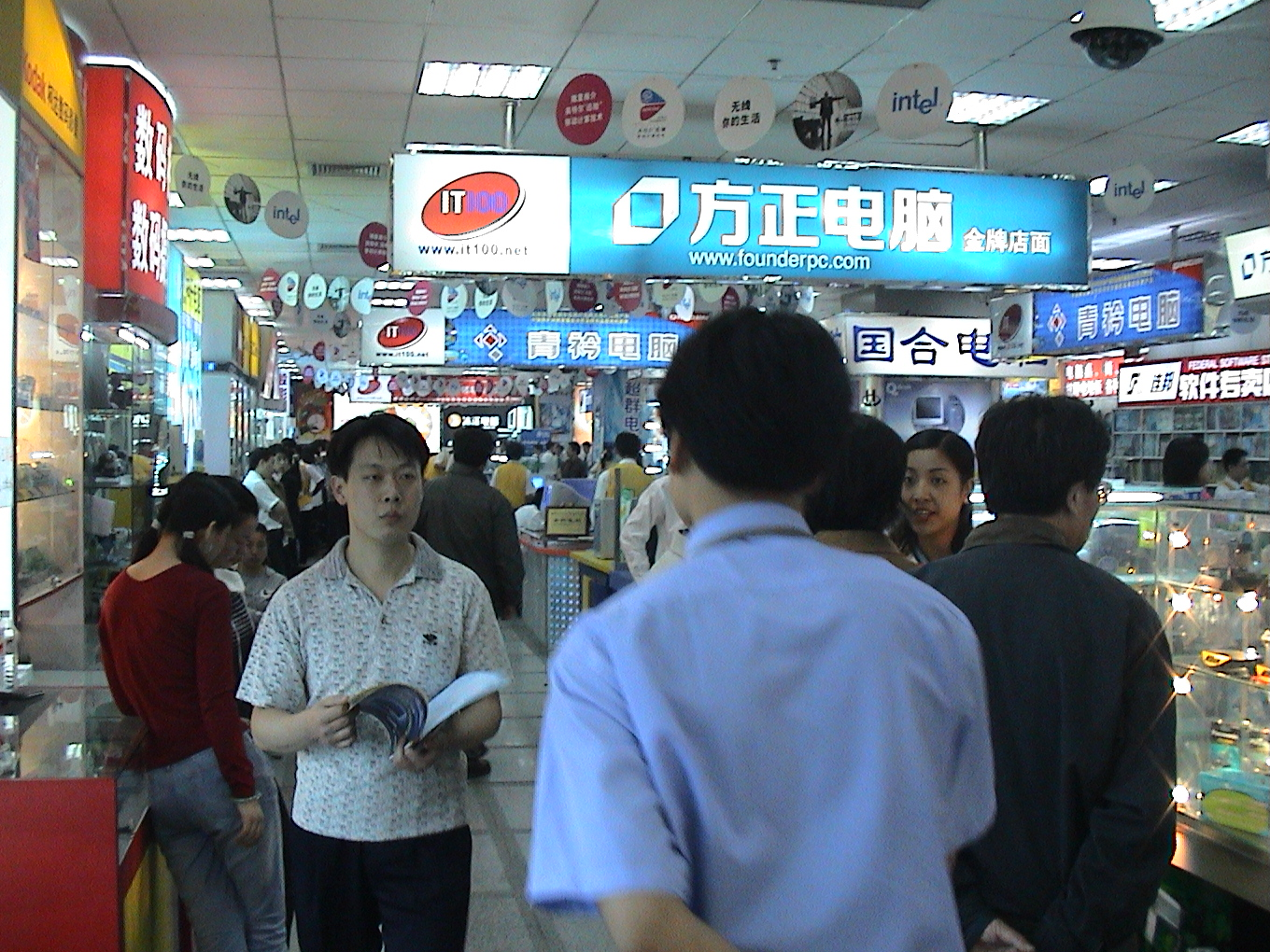
Intérieur du centre commercial Hilon

Le pôle concentre les plus grands centres commerciaux - Hailong Market, Guigu Market, Taipingyang Market, Dinghao Market et Kemao Market - dédiés à l'informatique et l'électronique.